# Budapest elpusztult nevezetes III. kerületi épületeinek listája
Az alábbi lista Budapest elpusztult nevezetes III. kerületi épületeit sorolja fel. A források hiánya miatt az összeállítás nem tekinthető teljesnek.

## A lista
| Név                                                       | Építés ideje            | Elpusztulás ideje | Elhelyezkedés                                      | Megjegyzés | Kép                                                        |
| --------------------------------------------------------- | ----------------------- | ----------------- | -------------------------------------------------- | --- | ---------------------------------------------------------- |
| Csemege-ház (korábban Körtvélyessy áruház)                | n. a.                   | 1976              | Flórián-tér                                        | |                                                            |
| „Faluház” / Fűszer-udvar                                  | n. a.                   | 1960/1970-es évek | Flórián-tér                                        | | ,                                                          |
| Óbudai régi városháza                                     | 1800 körül              | 1900 körül        | Fő tér                                             | A századfordulón lebontották, helyére az elöljáróság új épülete került. |                                                            |
| Óbudai régi evangélikus templom                           | 1842                    | 1935 körül (?)    |                                                    | |                                                            |
| Werther-malom                                             | 1853                    | 1930-as évek      | Bécsi út (régi Zsigmond u. 59.)                    | |                                                            |
| Barber-malom (Lujza-malom)                                | 1853–1854               | 1938              | Lajos utca–Szépvölgyi út–Óbudai rakpart–Evező utca | 1921-ben a liszt- és búzaraktár tüzet fogott, és a Lujza Gőzmalom leégett. 1936-ban az Első Budapesti Gőzmalom Rt. tulajdonába került. Nem sokkal később lebontották.                   |                                                            |
| Óbudai Városi Iskola                                      | 1869                    | 1902 k.           | Vörösvári út 93.                                   | Barakkiskola volt. Helyére épült 1902-ben az Első Óbudai Általános Iskola. |                                                            |
| Óbudai Szeszgyár                                          | 1879                    | 2017              | Sorompó u. 1.                                      | Habár 2013-ban több épülete helyi védettséget kapott, ezek figyelmen kívül hagyásával 2017-ben – a téglakémény és a központi csarnok kivételével – a gyárat fizikailag is felszámolták. |                                                            |
| a Budapesti Jó Pásztor-templomhoz kapcsolódó szerzetesház | 1891                    | 1963              | Szőlő u. 56.                                       | Tervezte: Hofhauser Antal. Elbontották. |                                                            |
| Óbudai Kisfaludy Színház                                  | 1896–1897               | 1945              | Lajos utca 111.                                    | Budapest ostrom alatt súlyosan megsérült az épület, 1949-ben elbontották. | Archiválva 2013. május 31-i dátummal a Wayback Machine-ben |
| Óbuda kocsiszín                                           | 1907                    | 1996              | Vörösvári út 111–117.                              | Hosszabb időn keresztül (a Google kamera szerint 2014-ben) az épület fő homlokzata még állt, az újabb kamerafelvétel (2019) idején már nem. Helyén jelenleg egy gödör található.        |                                                            |
| Vasúti őrház                                              | n. a. (20. sz. eleje ?) | 1990-es évek      | Keled út                                           | Az Óbudai Gázgyárhoz vezető iparvágány mentén állt, annak 1990-es évekbeli elbontásakor bontották el ezt is.                                                                            |                                                            |
| Karácsonyi Kis Jézus régi plébániatemplom                 | n. a.                   | 1989              | Zaránd u. 35.                                      | Elbontották. Helyére épült az Új Karácsonyi Kis Jézus-plébániatemplom. |                                                            |